# 老布僧希日布扎拉森
老布僧希日布扎拉森又称老布曾西日布葛根（1927年6月27日—2023年1月6日），男，蒙古族，黑龙江省泰来县人:45，藏传佛教格鲁派喇嘛，曾任葛根庙住持。

## 生平
1927年6月27日，出生于黑龙江省泰来县江桥镇（今江桥蒙古族镇）艾任村的农民家庭:45。或称1927年农历六月初二（6月30日），出生于兴安盟扎赉特旗。江桥蒙古族镇与扎赉特旗相邻。
5岁出家，7岁由德吉德嘎布楚举行迎请活佛仪式。9岁时，他以转世灵童身份在白庙当喇嘛。文化大革命期间，在扎赉特旗阿力得尔吐苏木胡勒斯台大队第三生产队接受劳动改造:45。
葛根庙在文化大革命中被毁。1987年，老布僧希日布扎拉森来到葛根庙担任住持。此后，他组织喇嘛成立了自管小组，恢复了集体誦经。他还向人民政府有关部门反映情况，筹资复建葛根庙。经过老布僧希日布扎拉森努力，人民政府及社会投资80万元，老布僧希日布扎拉森个人捐献40多万元，在当年10月新建并修缮了葛根庙。成为科尔沁右翼前旗的佛教中心:46。到2004年，该庙已建起两座经堂、两个寺院、七座佛塔、五栋僧舍。
老布僧希日布扎拉森安排葛根庙每年8月14日到20日开展为世界和平念经活动。每逢庙会，均举办祝愿社会安定、风调雨顺的法事活动。老布僧希日布扎拉森还十分注重学习法律、法规，加强管理教务和庙务。十多年来，葛根庙未发生一起违法、违规事件。
2010年4月16日，兴安盟佛教协会第二次代表会议在葛根庙召开。此次会议是1995年兴安盟佛教协会成立以来的首次换届会议。会议选举产生了兴安盟佛教协会第二届理事会，审议通过了修订的《兴安盟佛教协会章程》。葛根庙住持老布僧金巴当选为第二届理事会会长，原会长老布僧希日布扎拉森升任名誉会长。
2013年2月4日，由兴安盟、乌兰浩特市领导马焕龙、朱成帮、张文忠、周文峰、徐荣华、纪青录组成的慰问组到葛根庙看望慰问了老布僧希日布扎拉森。
2023年1月7日，内蒙古自治区佛教协会发出讣告，葛根庙原住持老布曾西日布葛根于1月6日21时在葛根庙安详示寂，享年96岁。

## 社会兼职
曾任科尔沁右翼前旗政协常委、兴安盟政协常委、内蒙古自治区第八届、第九届人大代表、内蒙古佛协副会长、兴安盟佛教协会会长等职:45。

## 荣誉
2000年，老布僧希日布扎拉森被内蒙古自治区民族事务委员会评为支持“两个文明”建设先进个人，葛根庙被内蒙古自治区民族事务委员会评为“文明寺庙”，并入选全国百家大寺庙。

## 延伸阅读
- 图雅 主编，诺颜呼图克图葛根庙堪布老布僧希日布扎拉森活佛，内蒙古文化出版社，2009年